# Reazione di Houben-Hoesch
La reazione di Houben-Hoesch (talvolta nota semplicemente come reazione di Hoesch) è una reazione in chimica organica in cui un nitrile reagisce con un composto aromatico per generare un arilchetone. Il processo è dello stesso stampo dell'acilazione di Friedel-Crafts e si può denotare come una variante della reazione di Gattermann, rispetto alla quale cambiano l'agente elettrofilo e l'uso dei catalizzatori.
Il nome deriva dagli scienziati che, indipendentemente l'uno dall'altro, per primi riportarono il meccanismo di reazione (nel 1915 Kurt Hoesch e nel 1926 Josef Houben).

## Meccanismo
Il meccanismo di reazione coinvolge due stadi. Nel primo si ha l'addizione di tipo nucleofilo al nitrile, tramite l'aiuto di un polarizzante acido di Lewis catalizzatore. L'intermedio è un'immina, che nel secondo stadio si trasforma per idrolisi in un chetone aromatico.